# Eden (boek)
Eden (Pools: Eden) is een sciencefictionroman uit 1959 van de Poolse schrijver Stanislaw Lem.

## Verhaal
Een ruimteschip afkomstig van de Aarde maakt een noodlanding op de planeet Eden. Daar worden de inzittenden geconfronteerd met een cultuur die voor hen onbegrijpelijk is. Op de planeet, die bevolkt is met dubbelwezens, heerst een dictatuur en er rust een taboe op informatie. In de fabrieken worden onzinnige voorwerpen gefabriceerd en vervolgens terug vernietigd.